# Nícocles
Nícocles (? - 310 a.C.) foi um rei de Pafos (Chipre).

## Biografia
Após a morte de Alexandre, o Grande, em 323 a.C., seus principais generais travaram uma demorada luta pela posse de sua herança.
Quando Nicocreonte, rei de Salamina, se aliou a Ptolemeu I Sóter, seus vassalos, Nícocles de Pafos, Sosícrates de Solos e Andrócles de Amato, também se aliaram. Com duzentos navios, eles cercaram a cidade de Mário, aliada de Pérdicas.
Mais tarde, porém, Nícocles transferiu sua lealdade para Antígono Gónatas, da Macedônia; quando Ptolomeu soube disso, enviou Argeu e Calícrates para a ilha, com ordens de matar Nícocles. Na ilha, eles obtiveram soldados de Menelau, o general, e cercaram a casa de Nícocles, ordenando que ele se matasse.
Ele ainda tentou argumentar, mas, vendo que não era ouvido, matou-se.  Sua esposa, Asioteia,  matou as próprias filhas solteiras, não querendo que os inimigos as tomassem, e pressionou as esposas dos irmãos de Nícocles a fazer o mesmo. Após o palácio estar cheio de mortos, os irmãos de Nícocles incendiaram o palácio e se mataram.